# Джон Ферроу
Джон Вілльерс Ферроу (англ. John Villiers Farrow; 10 лютого 1904 — 27 березня 1963) — американський кінорежисер і сценарист австралійського походження. Також зрідка виступав як кінопродюсер і кіноактор, автор кількох книг. Кавалер Ордена Британської імперії (1953) і Ордена Святого Гробу Господнього Єрусалимського.

## Біографія
Джон Вілльерс Ферроу (хрещений як Джек) народився 10 лютого 1904 року в Сіднеї, Австралія, в родині кравців Джозефа Ферроу і Люсі Ферроу (до шлюбу — Севедж; померла 1907). У 1908 році його батько одружився повторно, від цього шлюбу в 1912 році народилася єдинокровна сестра Джона (мачуха померла пологами). Залишивши дітей на піклування своєї матері і сестри, Джозеф в 1915-16 роках служив в армії. Джон навчався в Newtown Public School, а пізніше, з лютого 1917 року по червень 1918 року, в Fort Street High School. Після закінчення навчальних закладів Джон почав займатися бухгалтерським справою, але незабаром, за його словами, «залишив Австралію на американській баркентіні, пройшов весь Тихий океан, брав участь в революціях в Нікарагуа і Мексиці». Досягнувши, нарешті, США, Джон поступив в Jesuits 'St Ignatius College (Університет Сан-Франциско) в 1923 році, але навряд провчився там один місяць. Протягом ще чотири роки Джон ходив по Південним морів з відомим режисером-документалістом Робертом Флаерті. У 1927 році Джон повернувся в США і почав роботу в Голлівуді як консультант по морським сценам. На той час він уже отримав скромну популярність як поет і автор кількох оповідань. Джон починав працювати на студію DeMille Productions, потім Paramount Pictures Inc., RKO Radio Pictures Inc .. У 1933 році Джон був заарештований за звинуваченням в порушенні міграційного законодавства і отримав п'ять років випробувального терміну. У 1935 році Джон почав працювати на кінокомпанію Metro-Goldwyn-Mayer, написав кілька ключових сцен для фільму «Порятунок Тарзана» і був призначений його режисером, але в підсумку був замінений іншими кінематографістами через проблеми з цензурою. На зйомках цієї стрічки Джон познайомився зі своєю майбутньою дружиною, Морін О'Салліван, з якою прожив понад 26 років, з 12 вересня 1936 року до самої своєї смерті. Заради цього шлюбу Джон розлучився зі своєю першою дружиною, Феліцією, прийняв католицьку віру, а самій Морін довелося отримувати дозвіл на шлюб від папи римського. Джон і Морін народили і виховали семеро дітей: дочки: Міа (акторка, співачка, модель і правозахисниця, нар. 1945), Прюденс (письменниця і продюсерка, нар. 1948), Стефані (акторка, нар. 1949) і Тиса (акторка, нар. 1951); сини: Майкл Намьен (1939—1958), Патрік Джозеф (1942—2009) і Джон Чарльз (нар. 1946). Незважаючи на контракт з RKO Radio Pictures Inc. служив в армії під час Другої світової війни з березня 1940 року по початок 1942 військах Royal Canadian Naval Volunteer Reserve (Канадський морської резерв). У 1947 році зміг нарешті отримати американське громадянство, і приблизно з цього часу «переключився» на створення входять в моду в той час стрічок в стилі нуар. Джон Ферроу раптово помер від інфаркту міокарда 27 січня 1963 року народження, похований на кладовищі Святого Хреста в Калвер-Сіті, Каліфорнія. Має дві зірки на Алеї слави, 6300 і 6304, Голлівудський бульвар.